# باشوريملي
باشوريملي (بالكردية: Tilqabin؛ بالتركية: Başverimli) هي بلدة كردية تتبع إداريّاً لمديرية سلوبي التابعة لولاية شرناق في جنوب شرق تركيا بمنطقة كردستان تركيا. تنقسم البلدة إلى حيين، وبلغ عدد سكانها 6,761 نسمة في عام 2021.